# 露西娅·佩雷蒂
露西娅·佩雷蒂（義大利語：Lucia Peretti，1990年11月14日—），意大利女子短道速度滑冰运动员。她曾代表意大利参加2010年、2014年和2018年冬季奥林匹克运动会短道速度滑冰比赛，获得一枚银牌和一枚铜牌。